# M68
M68（也稱為NGC 4590）為位於長蛇座的球狀星團，由查爾斯·梅西耶於1780年所發現，距離地球大約為33,000光年。

## 外部連結
- Globular Cluster M68 @ SEDS Messier pages